# Gustave Adolphe Briot de Monrémy
Gustave Adolphe Briot de Monrémy est un homme politique français né le 3 mars 1810 à Neuville-en-Verdunois (Meuse) et décédé le 1er août 1858 à Verdun (Meuse).

## Biographie
Avocat en 1831, il devient maire de Verdun, conseiller d'arrondissement puis conseiller général. Il est député de la Meuse de 1852 à 1858, siégeant dans la majorité soutenant le Second Empire.

## Sources
- Ressource relative à la vie publique :   - Base Sycomore
- « Gustave Adolphe Briot de Monrémy », dans Adolphe Robert et Gaston Cougny, Dictionnaire des parlementaires français, Edgar Bourloton, 1889-1891 [détail de l’édition]